# Gobionotothen acuta
Gobionotothen acuta és una espècie de peix pertanyent a la família dels nototènids.

## Descripció
- Pot arribar a fer 35 cm de llargària màxima.
- Cos marbrat amb tres o quatre franges curtes, amples i fosques a la part superior dels flancs.
- 6-7 espines i 28-30 radis tous a l'aleta dorsal i 28-31 radis tous a l'anal.
- Els radis dorsals tenen, de vegades, una sèrie de petites taques.[6][7]

## Depredadors
És depredat per l'albatros cellanegre (Diomedea melanophris).

## Hàbitat
És un peix d'aigua marina, demersal i de clima polar (46°S-54°S) que viu entre 30 i 300 m de fondària (normalment, entre 30 i 140).

## Distribució geogràfica
Es troba a l'oceà Antàrtic: les Terres Australs i Antàrtiques Franceses, les illes Heard i McDonald i l'altiplà de Kerguelen.

## Observacions
És inofensiu per als humans.